# 2019年美國聯盟外卡晉級賽
2019年美國聯盟外卡晉級賽（2019 American League Wild Card Game），是由美國聯盟3個分區冠軍紐約洋基（東區）、明尼蘇達雙城（中區）、休士頓太空人（西區）以外的球隊進行排名，以勝率前2名的球隊獲得外卡資格，兩隊將會進行1場比賽，獲勝的球隊可以晉級美聯分區賽挑戰美聯頭號種子。其中兩隊以勝率較高的球隊獲得主場優勢，如果2隊的勝率相同，則以雙方例行賽對戰獲得優勢的球隊擁有主場優勢。

## 背景
第1張外卡持有者奧克蘭運動家的戰績是97勝65敗，第2張外卡持有者坦帕灣光芒則是96勝66敗。雙方今年2個系列賽對戰的成績是運動家4勝3敗略佔優勢。雙方在6月打完2個系列戰，坦帕3連戰由運動家取得2勝1敗的勝利，奧克蘭4連戰則打成平手。
運動家在9月27日拿下外卡第一張門票，他們在美聯西區僅次於太空人隊。他們在9月28日確定拿下外卡賽的主場優勢。這是運動家隊隊史第三次打外卡賽，他們在2014年和2018年都有打外卡賽。不過2014年他們遭到皇家隊逆轉，2018年輸給單季100勝的洋基隊。
光芒隊在美聯東區僅次於洋基隊。湊巧的是，今年也是光芒隊史的第4張外卡。外卡驟死戰實施前他們曾拿過2次（2010年和2011年），但都成為美聯霸主德州遊騎兵邁向世界大賽的墊腳石；2013年他們在爭奪第2張外卡的加賽擊退遊騎兵，接著又在外卡驟死戰完封克里夫蘭印地安人，不過在美聯分區系列賽被該年世界大賽冠軍波士頓紅襪1：3淘汰。
這場外卡割喉戰，光芒把一切都寄託在本季16W6L，ERA3.05的Charlie Morton身上。Charlie Morton在本戰以前，已經主投過2場贏了就晉級的比賽，1場為2013年國家聯盟分區賽（VS聖路易紅雀，G4），1場為2017年美國聯盟冠軍賽（VS洋基，G7），並在2017年世界大賽G7吃完最後4局，幫助太空人隊史首度拿下世界大賽冠軍。運動家則是希望去年提前報銷，今年僅先發5場，4W0L的王牌左投Sean Manaea能帶領他們繼續前行。

## 比賽結果
奧克蘭–阿拉米達郡競技場，奧克蘭
| 坦帕灣光芒 | 1 | 2 | 1 | 0 | 1 | 0 | 0 | 0 | 0 | 5 | 7 | 1 |
| 奧克蘭運動家 | 0 | 0 | 1 | 0 | 0 | 0 | 0 | 0 | 0 | 1 | 8 | 0 |
| 勝投： 查理·莫頓(1–0) 敗投： 尚恩·馬奈亞（0–1） 全壘打： 光芒：楊迪·迪亞茲 2 (1上，1分、3上，1分)、阿法薩耶爾·賈西亞 (2上，2分)、湯米·范姆 (5上，1分) 運動家：無 |   |   |   |   |   |   |   |   |   |   |   |   |

### 比賽經過
雖然本季不常以長打攻城掠地，光芒開賽就率先開轟。本季打打停停的一壘手楊迪·迪亞茲，本戰擔任開路先鋒，在1上就把運動家先發左投Sean Manaea的外角高速球擊成中右外野全壘打，助光芒1：0領先。
1下運動家浪費了滿壘的大好機會，2上馬上受到懲罰。麥特·達菲安打上壘後，阿法薩耶爾·賈西亞也把外角高速球轟過中外野大牆，這發2分砲讓光芒擴大領先。3局上迪亞茲再度攻擊外角高速球，再度擊出中右外野陽春砲，也是個人的背靠背，把Sean Manaea打退場。Sean Manaea2+局的投球被打4安，雖然飆出5K，四縫線速球屢屢被打，3發全壘打通通都是右打者攻擊外角高速球。
光芒本季最大筆的投資Charlie Morton，本戰主投5局被打出5安，4K和3BB，雖然有些辛苦，關鍵時刻總能化險為夷。即使運動家3下第1棒Marcus Semien靠Michael Brosseau離譜暴傳一口氣衝上三壘，Charlie Morton也成功將傷害降到最低，讓第2棒Ramon Laureano揮出高飛犧牲打，得到第1分（這分為Charlie Morton的非責失），但仍以1：4落後。
5局上，光芒湯米·范姆再敲出中外野陽春砲，將比數拉大到5：1，同時在季後賽單場4轟，追平隊史紀錄。
光芒靠著全壘打攻勢打下基礎，再靠著投手群聯合壓制一路領先，終場5：1獲勝，取得前進休士頓的機票。